# Cetățenia Uniunii Europene
Cetățenia Uniunii Europene este acordată tuturor cetățenilor statelor membre ale Uniunii Europene (UE). A fost introdusă odată cu adoptarea Tratatului de la Maastricht din 1992. Cetățenia UE este suplimentară, deoarece nu înlocuiește cetățenia națională. Aceasta oferă cetățenilor UE drepturi, libertăți și protecții legale disponibile în baza legislației UE.
Cetățenii UE au libertatea de circulație, precum și libertatea de a se stabili și de a lucra în întreaga UE. Ei sunt liberi să comercializeze și să transporte bunuri, servicii și capital prin granițele statelor membre ale UE, fără restricții privind mișcările de capital sau taxe. Cetățenii UE au dreptul de a vota și de a candida în anumite alegeri (de obicei locale) în statul membru în care locuiesc, care nu este țara lor de origine, iar de asemenea, pot vota la alegerile europene și participa la Inițiativa Cetățenească Europeană (ECI).
Cetățenii UE au dreptul de a se adresa direct Parlamentului European, Ombudsmanului European și agențiilor UE, în oricare dintre limbile tratatelor UE, cu condiția ca problema ridicată să se afle în competența acelei instituții. Cetățenia UE conferă dreptul la protecție consulară din partea ambasadelor altor state membre ale UE atunci când țara de cetățenie a unei persoane nu este reprezentată de o ambasadă sau consulat în țara în care aceasta necesită protecție sau alte tipuri de asistență. 
Cetățenii UE beneficiază de protecțiile legale prevăzute de legislația UE, inclusiv de Carta Drepturilor Fundamentale a Uniunii Europene și acte și directive referitoare la protecția datelor personale, drepturile victimelor infracțiunilor, prevenirea și combaterea traficului de persoane, egalitatea salarială, precum și protecția împotriva discriminării la locul de muncă pe motive de religie sau credință, orientare sexuală și vârstă.

## Istoric
Conceptul de cetățenie europeană ca un concept distinct a fost introdus pentru prima dată de către Tratatul de la Maastricht, și a fost prelungit prin Tratatul de la Amsterdam. Înainte de Tratatul de la Maastricht, din 1992, tratatele Comunității Europene ofereau garanții privind libera circulație a persoanelor active economic, dar nu și pentru celelalte persoane. Tratatul de la Paris din 1951, prin care se înființa Comunitatea Europenă a Cărbunelui și Oțelului, a stabilit dreptul la libera circulație a lucrătorilor din aceste industrii, iar prin Tratatul de la Roma din 1957 s-a introdus dreptul la libera circulație a lucrătorilor și a serviciilor.

## Drepturile prevăzute
Istoric vorbind, principalele avantaje de a fi un cetățean al unui stat UE a fost dreptul la liberă circulație între statele membre. Totuși, odată cu crearea cetățeniei europene, au luat ființă și anumite drepturi politice. Tratatul privind funcționarea Uniunii Europene prevede că cetățenii să fie „reprezentați direct la nivelul Uniunii, în Parlamentul European” și de „a participa la viața democratică a Uniunii” (Tratatul privind Uniunea Europeană, Titlul II, Art. 10).
Sunt acordate în special următoarele drepturi:
Drepturi politice
- Votarea în alegerile europene: dreptul de a vota și a candida la alegerile pentru Parlamentul European, în orice stat membru UE (articolul 22)
- Votarea în cadrul alegerilor municipale: dreptul de a vota și de a candida la alegerile locale într-un stat UE, altul decât statul al cărui cetățean este (articolul 22)
- Acces la documentele guvernamentale europene: dreptul de acces la documentele Parlamentului European, ale Consiliului și ale Comisiei(articolul 15)
- Petiții către Parlamentul European și Ombudsman: dreptul de a adresa petiții Parlamentului European și dreptul de a apela la Ombudsmenul European pentru a le aduce în atenție cazuri de proastă administrare ale organismelor și instituțiilor Uniunii, cu excepția organelor de legale (articolul 24)
- Drepturi lingvistice: dreptul de a adresare și de a apela la instituțiile UE în una din limbile oficiale și de a primi răspuns în aceeași limbă (articolul 24)

Dreptul la liberă circulație
- Dreptul la liberă circulație și ședere: un drept de liberă circulație și ședere pe teritoriul Uniunii și dreptul de a lucra în orice poziție (inclusiv serviciile publice naționale, cu excepția acelor posturi din sectorul public care implică exercitarea competențelor conferite de dreptul public și de protejare a intereselor generale ale autorităților naționale și locale (articolul 21), pentru care însă nu există o singură definiție).
- Libertatea de discriminare pe cetățenie: dreptul de a nu fi discriminat pe motive de naționalitate în domeniile de aplicare a tratatului (articolul 18)

Drepturi în străinătate
- Dreptul la protecție consulară: dreptul la protecție din partea autorităților consulare a altor state membre, atunci când într-un stat non-UE nu există autoritate diplomatică a statului cetățeanului european (articolul 23): acest lucru se datorează faptului că nu toate statele membre mențin ambasade în fiecare țară din lume (doar 16 țări au o singură ambasadă a unui stat UE).

## Popularitate
Aproximativ 500.000 de britanici au solicitat cetățenia irlandeză în prima jumătate a anului 2017, cu intenția de a păstra cetățenia Uniunii Europene după Brexit. 

## Literatură
- Dennis-Jonathan Mann/Kai Purnhagen: The Nature of Union Citizenship between Autonomy and Dependency on (Member) State Citizenship – A Comparative Analysis of the Rottmann Ruling, or: How to Avoid a European Dred Scott Decision? ACELG Working Paper Series 09/2011, disponibilă online aici[nefuncțională]
.
- Nikolaos Kotalakidis: Von der nationalen Staatsangehörigkeit zur Unionsbürgerschaft – die Person und das Gemeinwesen. Nomos, Baden-Baden 2000.
- Wolfgang D. Kramer (Hrsg.): Europäische Unionsbürgerschaft. Eine neue Perspektive für die deutsche Ausländerpolitik. Landeszentrale für Politische Bildung Hamburg, Hamburg 1996.
- Willem Maas: Creating European Citizens. Rowman & Littlefield, Lanham 2007.
- Peter-Christian Müller-Graff (Hrsg.): Europäisches Integrationsrecht im Querschnitt: Europäische Verfassung, Nizza, europäischer Wirtschaftsraum, Unionsbürgerschaft, Referenden, Gemeinschaftsprivatrecht. Heidelberger Jean-Monnet-Vorlesungen zum Recht der europäischen Integration. Nomos, Baden-Baden 2003.
- Ingo Niemann: Von der Unionsbürgerschaft zur Sozialunion? – Anmerkung zum Urteil des EuGH vom 23. März 2004, Rs. C-138/02 (Collins). In: Europarecht (EuR). In Verbindung mit der Wissenschaftlichen Gesellschaft für Europarecht, 39. Jg. (2004), Vol. 2, p 946–953.
- Melanie Reddig: Bürger jenseits des Staates? Unionsbürgerschaft als Mittel europäischer Integration. Nomos, Baden-Baden 2005.
- Christine Sauerwald: Die Unionsbürgerschaft und das Staatsangehörigkeitsrecht in den Mitgliedstaaten der Europäischen Union. Lang, Frankfurt am Main u.a. 1996.
- Christoph Schönberger: Unionsbürger. Europas föderales Bürgerrecht in vergleichender Sicht. Mohr Siebeck, Tübingen 2005.
- Simone Staeglich: Rechte und Pflichten aus der Unionsbürgerschaft. In: Yearbook of the European Association for Education Law and Policy, Bd. 6 (2003), p. 485–531.
- Ferdinand Wollenschläger: Grundfreiheit ohne Markt. Die Herausbildung der Unionsbürgerschaft im unionsrechtlichen Freizügigkeitsregime. Mohr Siebeck, Tübingen 2007.
- Gerard-Rene de Groot: Zum Verhältnis der Unionsbürgerschaft zu den Staatsangehörigkeiten in der Europäischen Union. In Peter-Christian Müller-Graff (Editor): Europäisches Integrationsrecht im Querschnitt. Heidelberger Schriften zum Wirtschaftsrecht und Europarecht, Vol. 10. Nomos Verlagsgesellschaft, Baden-Baden 2002, p. 67–85.
- Helgo Eberwein, Anna-Zoe Steiner: Die Unionsbürgerschaft nach Art. 20 AEUV: “We do not create a union of States, we unite people”, FABL 3/2012-I, p. 35–40.